# Heorhij Prokopenko
Heorhij Jakowycz Prokopenko (ukr. Георгій Якович Прокопенко; ur. 21 lutego 1937 w Kobelakach, zm. 5 maja 2021 we Lwowie) – radziecki i ukraiński pływak, w barwach ZSRR srebrny medalista olimpijski.
Urodził się w Kobelakach w obwodzie połtawskim. W 1946 roku wraz z rodzicami przeprowadził się do Lwowa, gdzie pięć lat później zaczął trenować pływanie.
Brał udział w dwóch igrzyskach (IO 60, IO 64). W 1964 zdobył srebro na dystansie 200 metrów stylem klasycznym. Wcześniej był na nim rekordzistą świata. Indywidualnie zdobył dwa złote medale mistrzostw Europy na 200 metrów żabką (1962, 1966), w 1966 był również mistrzem w sztafecie w stylu zmiennym. Zdobył sześć tytułów indywidualnego mistrza Związku Radzieckiego – w latach 1962, 1964 i 1966 wygrywał na 100 m stylem klasycznym, a w latach 1960, 1964 i 1965 zwyciężał na 200 m stylem klasycznym. Ponadto pięciokrotnie zostawał wicemistrzem ZSRR: na 100 m stylem klasycznym w 1967 roku, na 200 m w latach 1961, 1962 i 1967 oraz w sztafecie 4 × 100 m stylem zmiennym w 1960 roku, a także dwa razy zdobył brązowy medal mistrzostw kraju – na 200 m stylem klasycznym w 1966 i w sztafecie stylem zmiennym w 1967.
W kadrze ZSRR znajdował się w latach 1961–1967. Reprezentował klub Dynamo Lwów, którego zawodnikiem był w latach 1959–1967. W latach 1962–1964 ośmiokrotnie ustanawiał rekord Europy na 100, 200 m stylem klasycznym oraz w sztafecie 4 × 100 m stylem zmiennym.
W 1971 roku zakończył karierę. Po zakończeniu kariery sportowej pracował jako trener. Ponadto przez trzy lata był dyrektorem szkoły pływania w Dynamie Lwów, a także przez trzydzieści lat wykładowcą na wydziale wychowania fizycznego Uniwersytetu Lwowskiego.
Odznaczony medalem „Za pracowniczą dzielność”. Był zięciem Wiktora Czukarina.